# Équipe de Jordanie féminine de basket-ball
Cet article traite de l'équipe féminine. Pour l'équipe masculine, voir Équipe de Jordanie masculine de basket-ball.
Maillots
L'équipe de Jordanie féminine de basket-ball est l'équipe nationale qui représente la jordanie dans les compétitions internationales féminine de basket-ball. Elle est placée sous l'égide de la Fédération de Jordanie de basket-ball (Jordan Basketball Federation ou JBF). L'équipe est affiliée à la FIBA depuis 1957. Son surnom est "Nashama", ce qui signifie « Les chéris ».
La sélection est onzième du Championnat d'Asie 1995 et troisième des Jeux panarabes de 1999 et de 2011. Elle n'a jamais participé à une phase finale de coupe du monde ou des Jeux olympiques.